# Omański Komitet Olimpijski
Omański Komitet Olimpijski (arab. عمان اللجنة الأولمبية) – stowarzyszenie związków i organizacji sportowych z siedzibą w Ruwi, zajmujące się organizacją udziału reprezentacji Gruzji w igrzyskach olimpijskich oraz upowszechnianiem idei olimpijskiej i promocją sportu, a także reprezentowaniem omańskiego sportu w organizacjach międzynarodowych, w tym w Międzynarodowym Komitecie Olimpijskim.